# Blaufränkischland

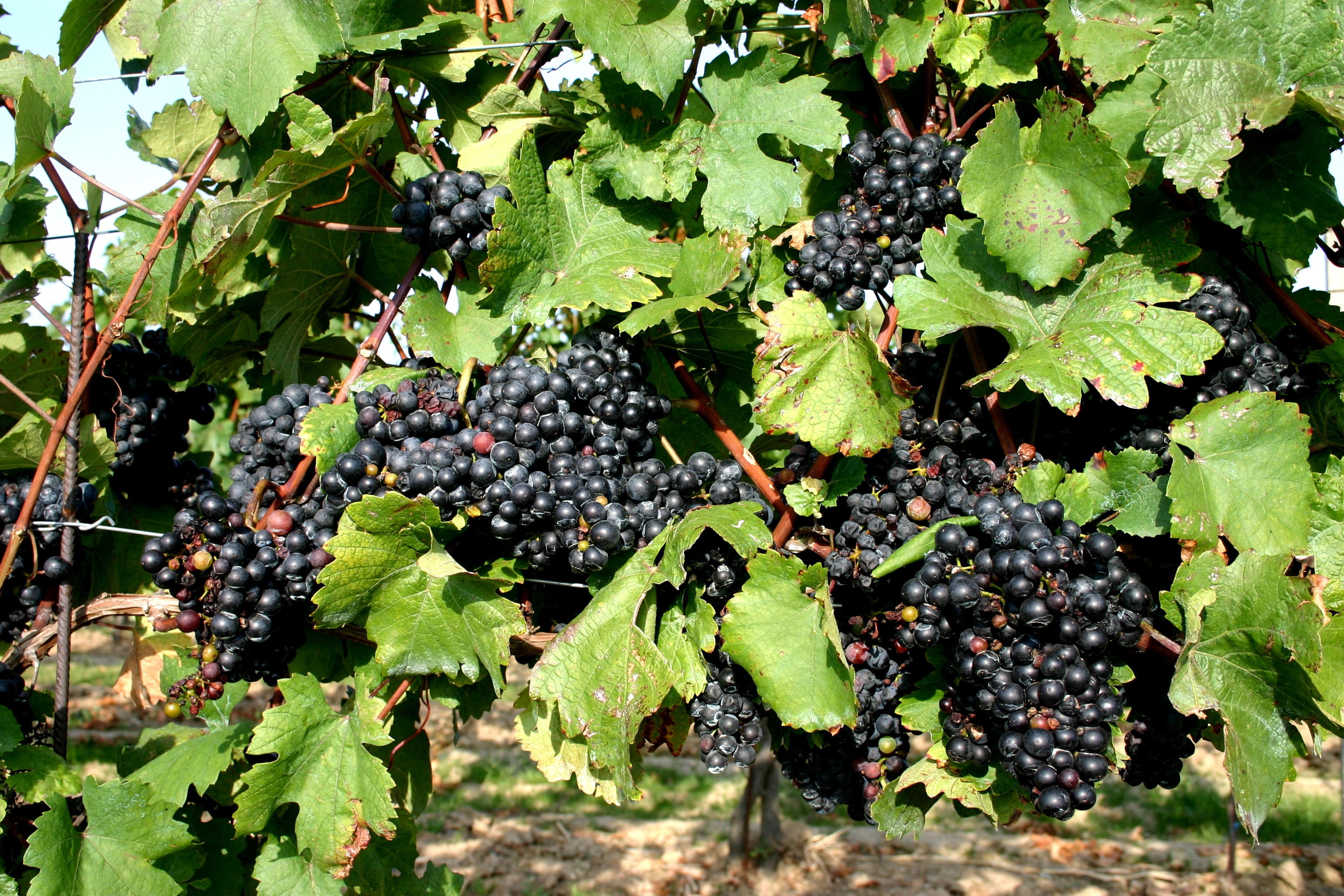
Blaufränkisch-Trauben bei der Reife

Blaufränkischland ist eine Marketingbezeichnung für das Weinbaugebiet Mittelburgenland im Bezirk Oberpullendorf im Burgenland. Es wird regional vorrangig die Rebsorte Blaufränkisch angebaut. Der Begriff ist vom Weingesetz nicht definiert.

## Geografie
Die Rebhänge der Region erstrecken sich auf einer Fläche von 2.000 Hektar von den Südausläufern des Ödenburger Gebirges bis zum Günser Bergland. Im Osten grenzt die ungarische Tiefebene an das Gebiet. Die lehmigen Böden sind für diese Rebsorte ideal.
Nur auf diesen Böden zeigt der Wein seine tiefen Weichselaromen und spiegelt das Gebiet wider. Die Winzer des Blaufränkischlandes-Mittelburgenland vinifizieren in ihren Kellern drei Weintypen, und zwar „klassische“ - in Edelstahltanks oder großen Holzfässern ausgebaute, „Barriques“ – in kleinen Eichenfässern gelagerte Rotweine und „Cuvées“ - bei denen die Sorte Blaufränkisch ein wesentlicher Bestandteil ist.

## Geschichte
Der Weinbau im Blaufränkischland lässt sich bis in die Keltenzeit zurückverfolgen. Zur Zeit der Römer erreichte der Weinbau einen Höhepunkt, als das Gebiet der Provinz Pannonia einverleibt wurde. Nach Rückschlägen zur Zeit der Völkerwanderung setzte im 14. Jahrhundert eine weitere Blütezeit ein. Die Türkenkriege im 16. und 17. Jahrhundert setzten dem Weinbau schwer zu. Nach einem Zwischenhoch zerstörte die Reblaus, wie in ganz Europa die Weingärten des Gebietes. Ende des 19. bzw. Anfang des 20. Jahrhunderts begann die Hauptsorte an Beliebtheit zu gewinnen.

## Gemeinden
Der Blaufränkisch ist vorwiegend in den Weinorten Deutschkreutz, Horitschon, Neckenmarkt, Lutzmannsburg, Raiding, Unterpetersdorf und Großwarasdorf zu finden.